# Abdul Zahir
Dit overzicht is mogelijk incompleet; u kunt helpen door het uit te breiden.
Abdul Zahir (3 mei 1910 - 21 oktober 1982) was een Afghaans arts, diplomaat en politicus.
Zahir was een etnische pathaan. Hij studeerde geneeskunde in de Verenigde Staten en keerde daarna terug naar zijn land. In de jaren 1960 was hij minister van Volksgezondheid en daarna ambassadeur. Tussen 1971 en 1972 was hij eerste minister onder koning Mohammed Zahir Sjah. Hij trad in september 1972 af omdat zijn regering er niet in geslaagd was het ontwikkelingsplan te realiseren. Hij werd als eerste minister opgevolgd door generaal Khan Mohammed.
Zahir was de vader van zanger Ahmad Zahir (1946-1979).